# Bangaré
Bangaré ist ein Dorf in der Landgemeinde Diagourou in Niger.

## Geographie
Das von einem traditionellen Ortsvorsteher (chef traditionnel) geleitete Dorf liegt in der Nähe der Staatsgrenze zu Burkina Faso am linken Ufer des Trockentals Tilim, eines 77 Kilometer langen Nebental des Dargol. Es befindet sich rund 24 Kilometer südwestlich des Hauptorts Diagourou der gleichnamigen Landgemeinde, die zum Departement Téra in der Region Tillabéri gehört. Zu den Siedlungen in der näheren Umgebung von Bangaré zählen Largadi und Arboudji im Nordosten sowie Yélo Hamidou und Yélo Taka im Osten.
Bangaré ist Teil der Übergangszone zwischen Sahel und Sudan. Die durchschnittliche jährliche Niederschlagsmenge beträgt hier zwischen 400 und 500 mm.

## Geschichte
Das Dorf wurde 1945 vom damaligen Bezirksleiter von Téra gegründet, um einen Markt zu entwickeln. Bangaré war Anfang der 2020er Jahre wiederholt der Gewalt bewaffneter Gruppen ausgesetzt, die mehrere Dörfer in der Grenzregion zu Burkina Faso angriffen.

## Bevölkerung
Bei der Volkszählung 2012 hatte Bangaré 1575 Einwohner, die in 205 Haushalten lebten. Bei der Volkszählung 2001 betrug die Einwohnerzahl 1514 in 180 Haushalten und bei der Volkszählung 1988 belief sich die Einwohnerzahl auf 4447 in 747 Haushalten.
In ethnischer Hinsicht ist das Dorf von Gourmantché geprägt.

## Wirtschaft und Infrastruktur
Im Dorf wird ein Wochenmarkt abgehalten. Der Markttag ist Samstag. Hier wird mit Vieh gehandelt. Bei Bangaré wird Sorghum angebaut. Von den Dorfbewohnern werden außerdem Jagd und Holzsammeln betrieben.
Mit einem Centre de Santé Intégré (CSI) ist ein Gesundheitszentrum im Ort vorhanden. Es gibt eine Grundschule.